# Пряничный человечек (сказка)
«Пряничный человечек» (или «Пряничный мальчик»; англ. The Gingerbread Man) — сказка об ожившем человекоподобном прянике, распространённая в США. По структуре относится к типу цепочных сказок, а по сюжету она близка к славянскому «Колобку» и аналогичным произведениям других народов.
Наиболее ранняя публикация текста сказки состоялась в американском детском журнале «St. Nicholas Magazine» в мае 1875 года (без указания источника), однако известна и популярна она была уже задолго до этого.

## Сюжет
В маленьком домике на краю леса жили старик со старухой, у которых не было детей. Однажды старуха пекла пряники и один из них решила сделать в форме мальчика. Она сунула пряник в печь, а когда открыла печку, готовый пряничный человечек выпрыгнул из неё и побежал. (В одном из вариантов у человечка глаза из ягод чёрной смородины, рот из вишенки, курточка из шоколадной глазури и пуговки из изюминок.)
Старуха позвала старика, но они не смогли догнать человечка. Он побежал дальше и встретил молотильщиков, которые тоже не смогли его поймать. Далее он встретил жнецов в поле, затем корову и свинью. При встрече он заговаривал с каждым, перечисляя тех, кто не смог его поймать, и добавляя: «…И ты меня не поймаешь!» Затем человечку встретилась лиса.
В версии, опубликованной в «St. Nicholas Magazine», она поймала его и стала есть. Пока она его ела, человечек успел крикнуть: «Ой, четверть меня съели!», потом «Половинку меня съели!», «Три четверти меня съели!» и последнее, что он сказал, было: «Всего меня съели!».
В другом варианте Пряничный человечек прибегает к реке, и лиса предлагает ему переплыть на ней на тот берег, а когда он забирается ей на нос, съедает его. Имеются и другие версии сюжета, различающиеся набором преследователей человечка.

## Классификация сюжета
По классификации сказочных сюжетов Аарне — Томпсона сказка относится к типу 2025. В указателе Томпсона сюжет отнесен в группу Z33.1 «Сбежавший блин: Женщина печёт блин, который убегает. Его тщетно пытаются поймать разные животные. В конце концов его съедает лиса».

## Сюжетные параллели
- Ближайший аналог Пряничного человечка в славянском фольклоре — Колобок.
- В английском и американском фольклоре более ранний персонаж, аналогичный Пряничному человечку, известен как «Джонни-пончик» (англ. Johnny-Cake), а также «Джон из теста» (John Dough).